# Васильєвка (Сарактаський район)
Васи́льєвка (рос. Васильевка) — село у складі Сарактаського району Оренбурзької області, Росія.

## Населення
Населення — 610 осіб (2010; 653 у 2002).
Національний склад (станом на 2002 рік):
- росіяни — 83 %